# Patrick Ziegler
Patrick Ziegler (* 9. Februar 1990 in Gräfelfing) ist ein ehemaliger deutscher Fußballspieler, der zuletzt bei dem australischen  A-League-Team Western Sydney Wanderers unter Vertrag stand.

## Karriere
Ziegler begann seine Karriere beim Münchner Stadtteilverein TSV Moosach-Hartmannshofen und spielte ab 2003 in der Jugend der SpVgg Unterhaching. In der Saison 2007/08 stieg er mit der Hachinger A-Jugend in die Bundesliga auf. Ab 2007 bestritt Ziegler, der als linker und rechter Außenverteidiger sowie in der Innenverteidigung eingesetzt werden kann, Spiele für die zweite Mannschaft der SpVgg in der Bayernliga und der Regionalliga Süd. Ab Beginn der Saison 2008/09 gehörte Patrick Ziegler zum Kader der ersten Mannschaft der SpVgg. Sein Debüt als Profi in der 3. Liga gab er am 28. Juli 2008 (2. Spieltag) beim 1:1-Unentschieden im Auswärtsspiel gegen die zweite Mannschaft des FC Bayern München.
Vor der Saison 2012/13 wechselte Ziegler zum SC Paderborn 07, bei dem er einen Dreijahresvertrag unterschrieb. Mit 23 Zweitligaspielen in der Folgesaison hatte er Anteil am erstmaligen Aufstieg seines Vereins in die Bundesliga, in der er am 24. August 2014 (1. Spieltag), beim 2:2 im Heimspiel gegen den 1. FSV Mainz 05, sein Debüt gab.
Seit der Saison 2015/16 spielte Ziegler für den 1. FC Kaiserslautern. Nach Erfüllung seines Vertrages verließ er den 1. FC Kaiserslautern nach drei Jahren und 59 absolvierten Ligaspielen im Sommer 2018.
Im Juli 2018 schloss sich Patrick Ziegler den Western Sydney Wanderers an. Dessen deutscher Trainer Markus Babbel sei ausschlaggebend für seine Entscheidung gewesen, dort einen Vertrag bis zum Sommer 2021 abzuschließen.